# Boscoreale

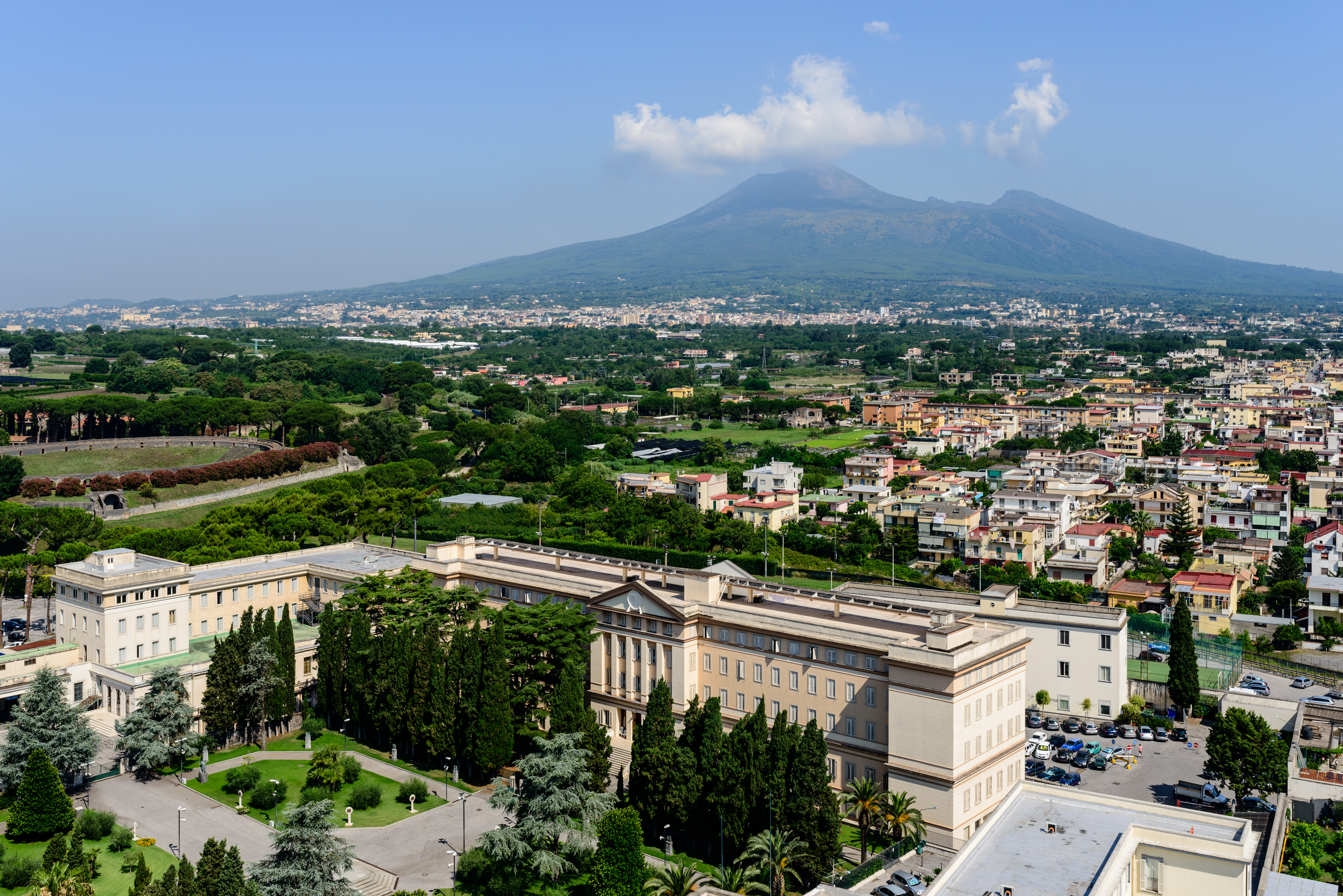
Vista de Boscoreale con el monte Vesubio al fondo

Boscoreale ([boskoreˈaːle]) es un municipio italiano localizado en la ciudad metropolitana de Nápoles, región de Campania. Tiene una población estimada, a fines de octubre de 2021, de 26 164 habitantes.
Está ubicado en las faldas del Vesubio y limita con las localidades de Boscotrecase, Poggiomarino, Pompeya, Scafati (SA), Terzigno y Torre Annunziata.
Su territorio pertenece al parque nacional del Vesubio.

## Sitio arqueológico de Boscoreale
En el siglo XIX se descubrieron varias villas romanas de en torno al siglo I d. C., las cuales contenían un tesoro de orfebrería, frescos, bronces y pavimentos de mosaico. Estos hallazgos arqueológicos actualmente se encuentran en el Antiquarium de Boscoreale, así como en algunos de los más importantes museos del mundo, como el Museo Arqueológico Nacional de Nápoles, el Louvre de París, el Museo Metropolitano de Arte de Nueva York, el Instituto de Arte de Chicago, etc.

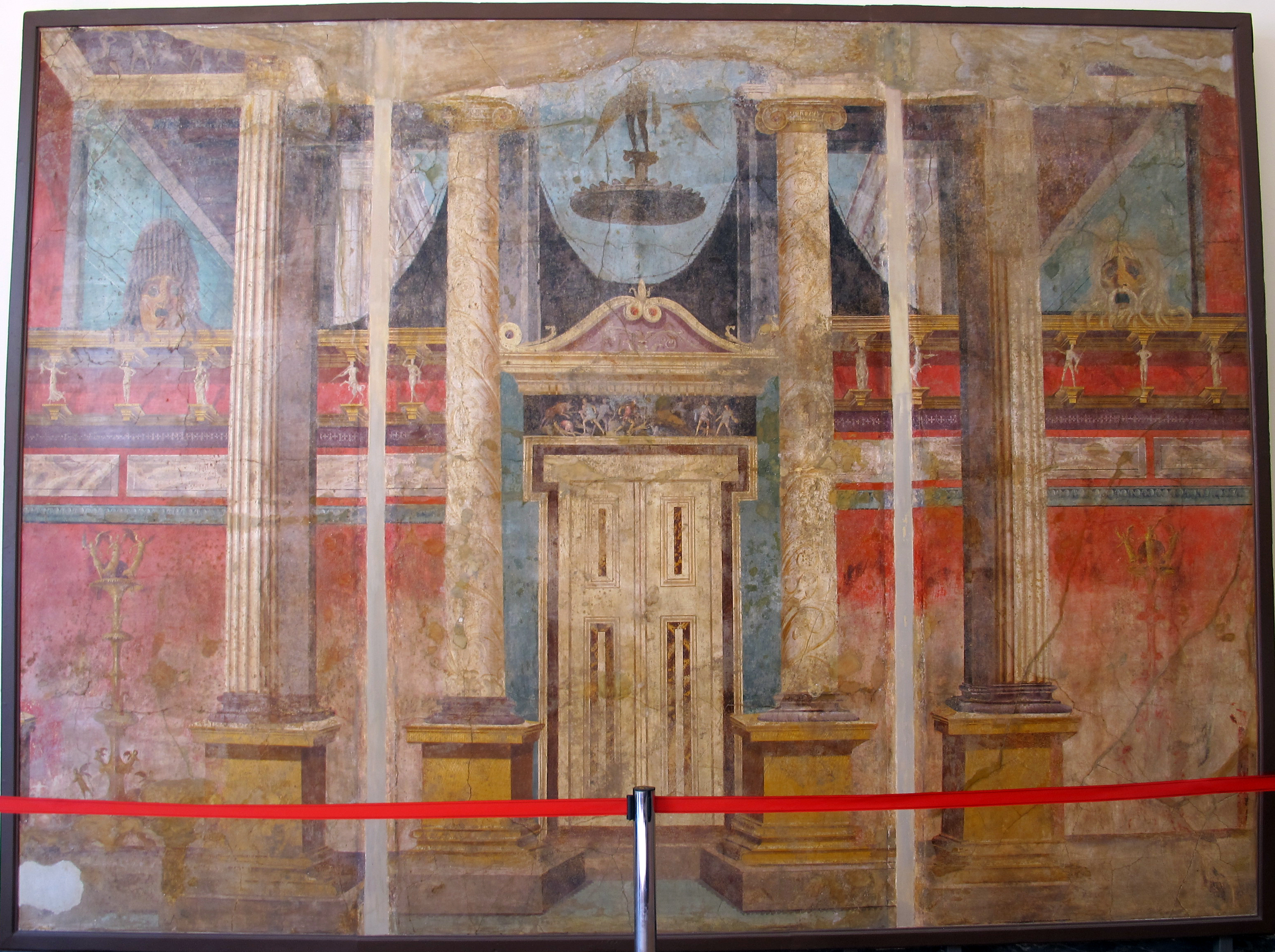
Fresco con fingidas arquitecturas.
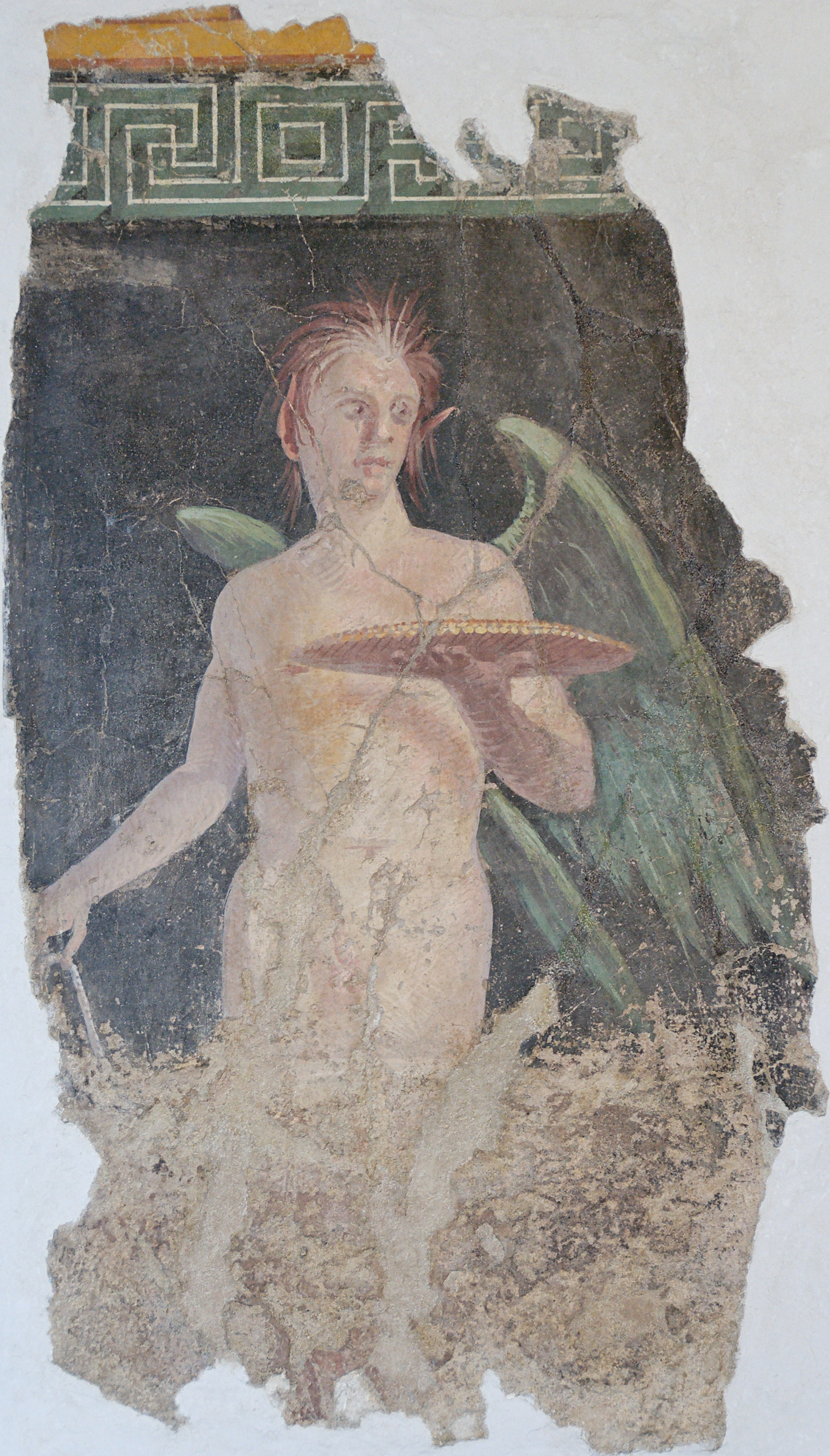
Genio alado.
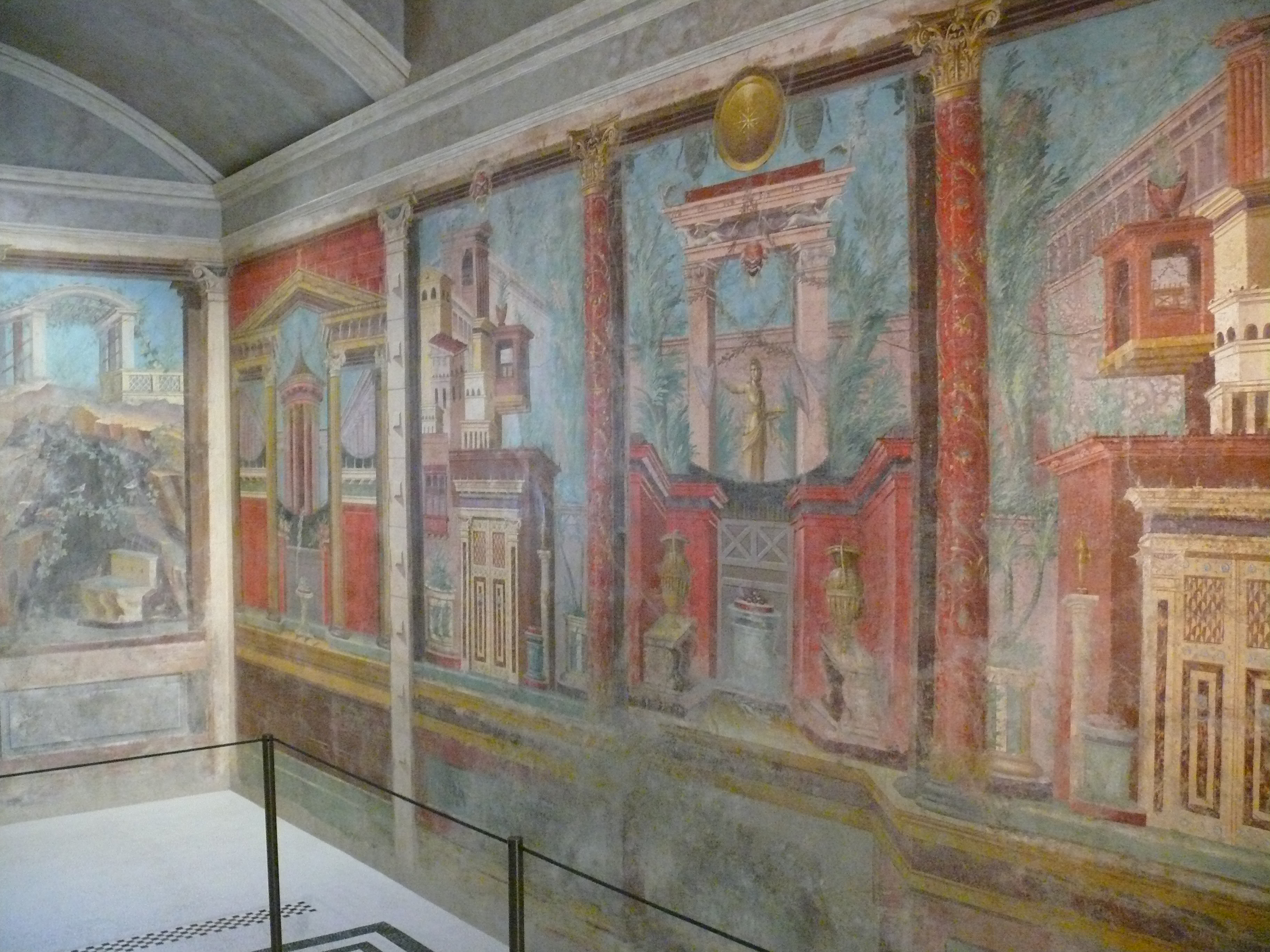
Paredes decoradas con frescos.
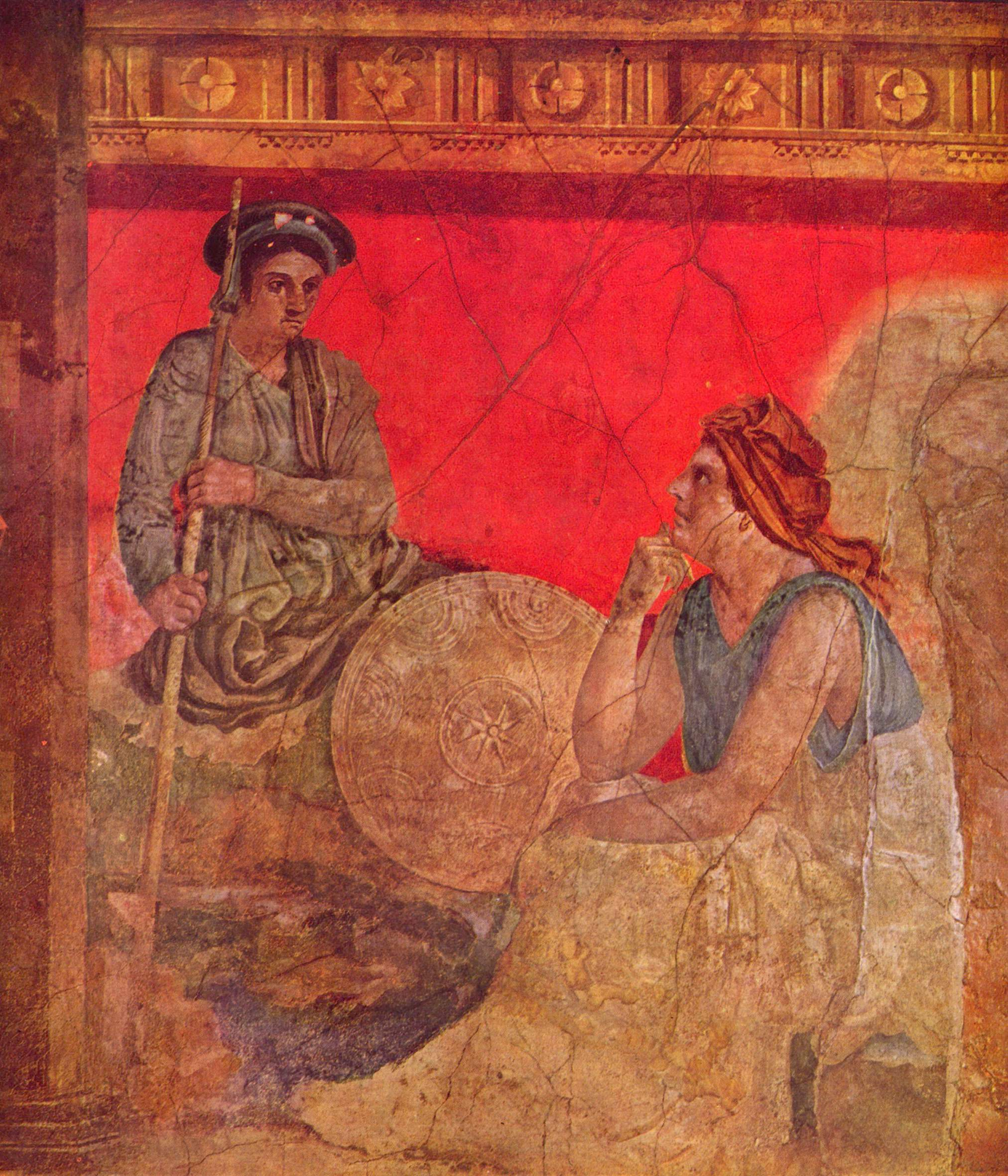
Personificaciones de Macedonia y Siria.
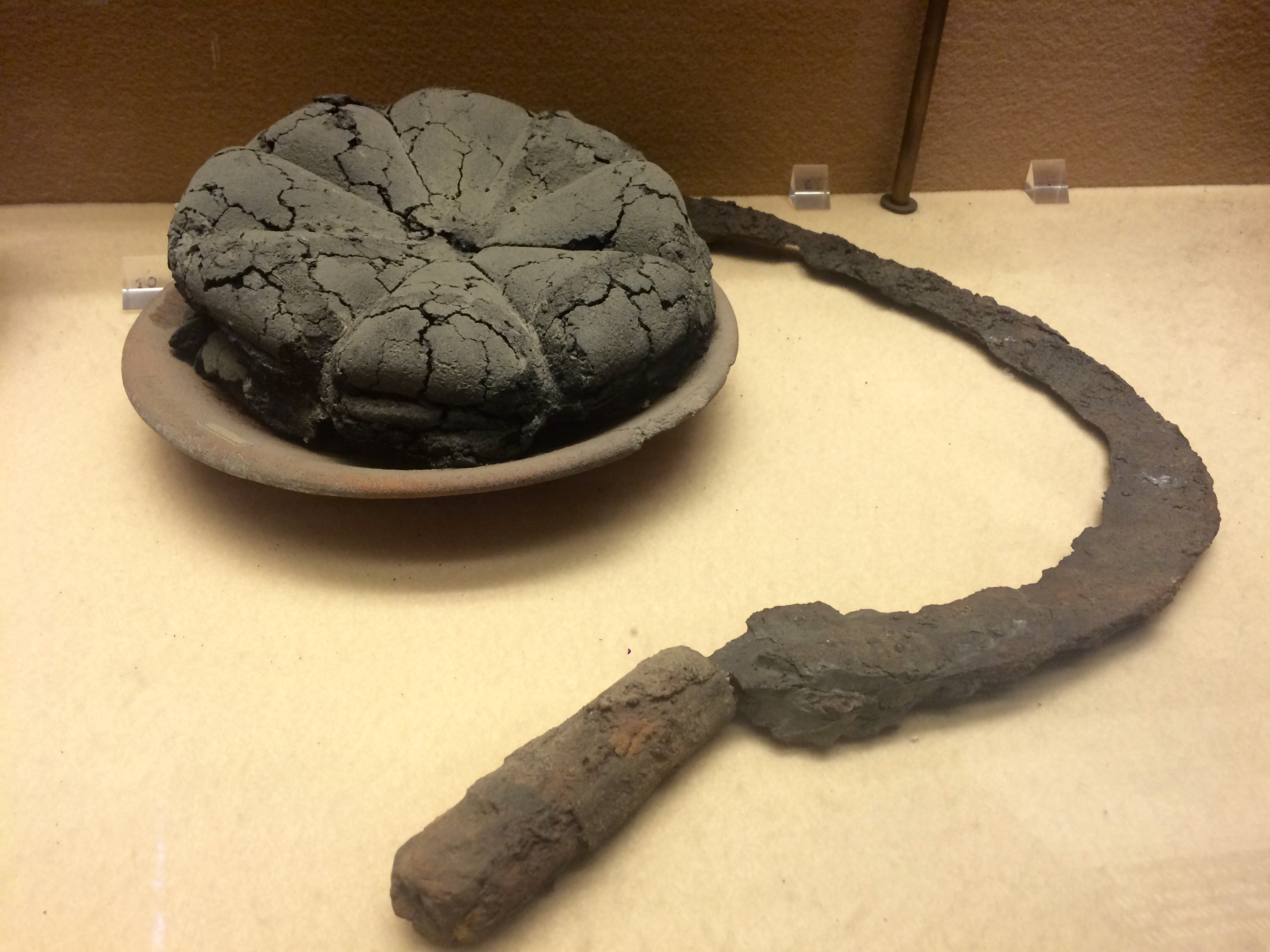
Pan romano con hoz.
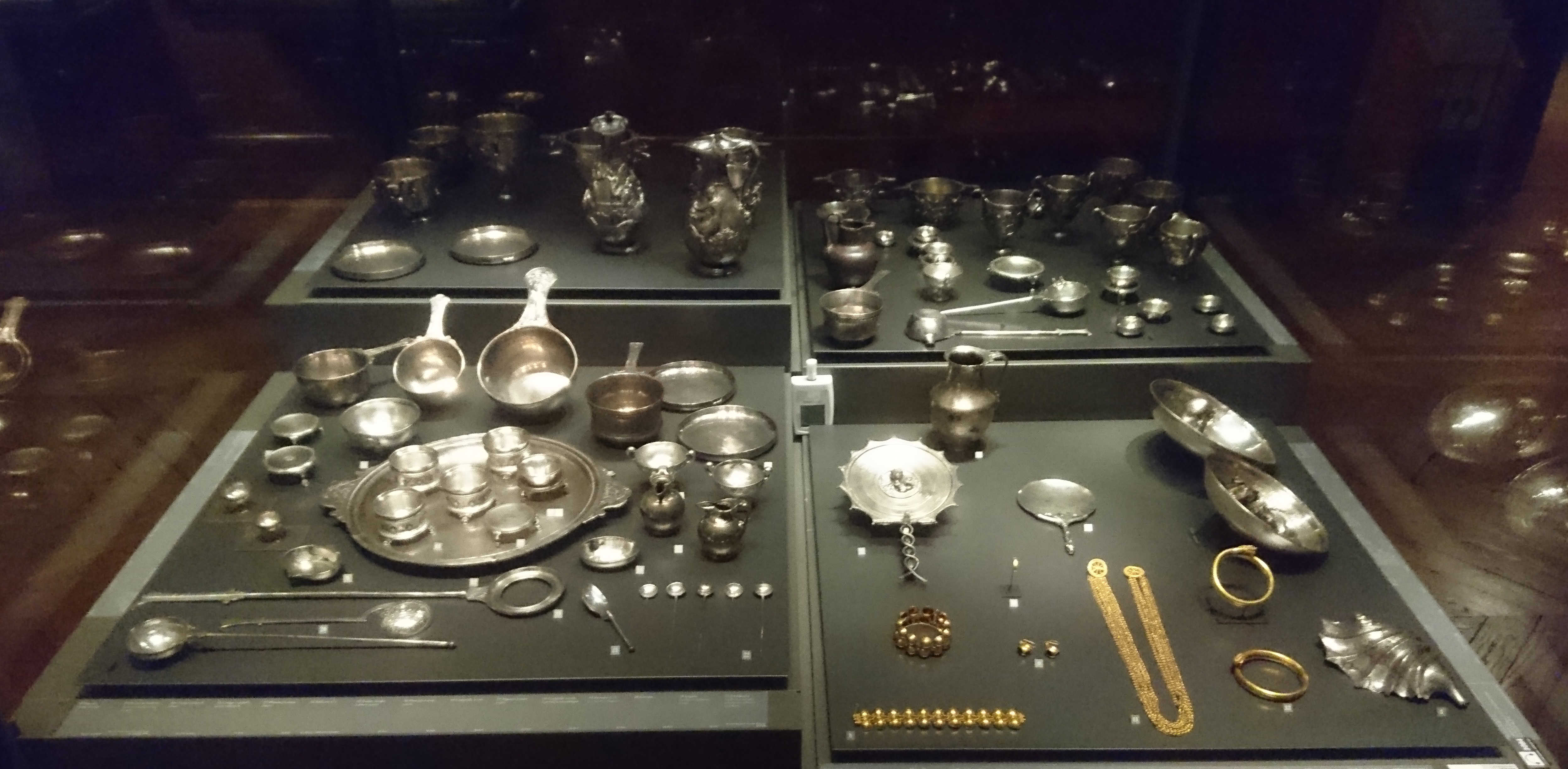
Una parte del Tesoro de Boscoreale.
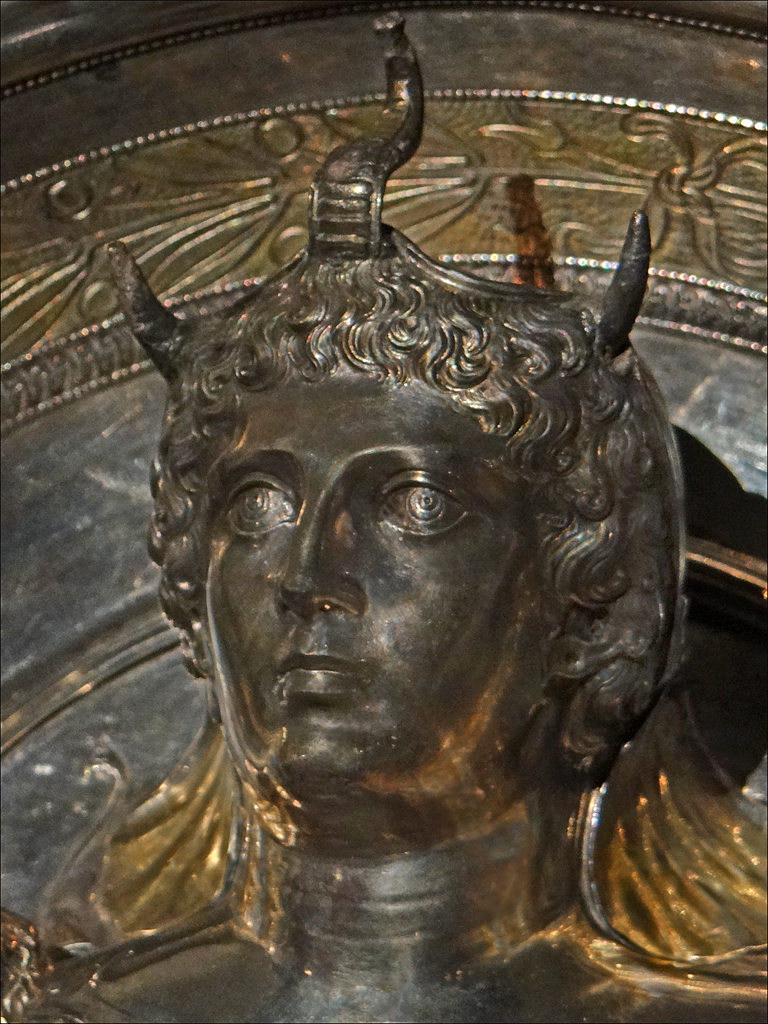
Alegoría de la provincia de África.
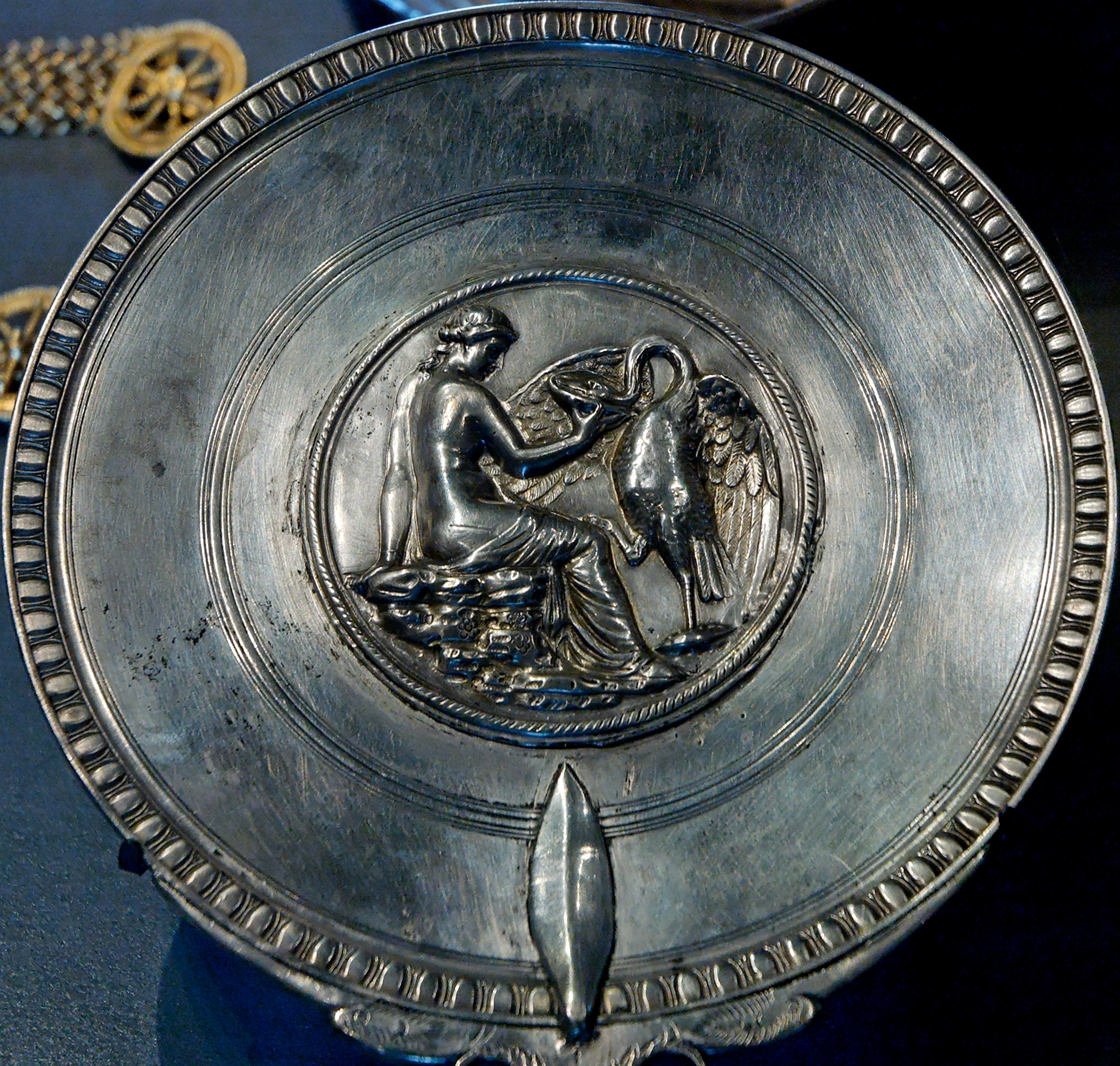
Espejo con Leda y el cisne.
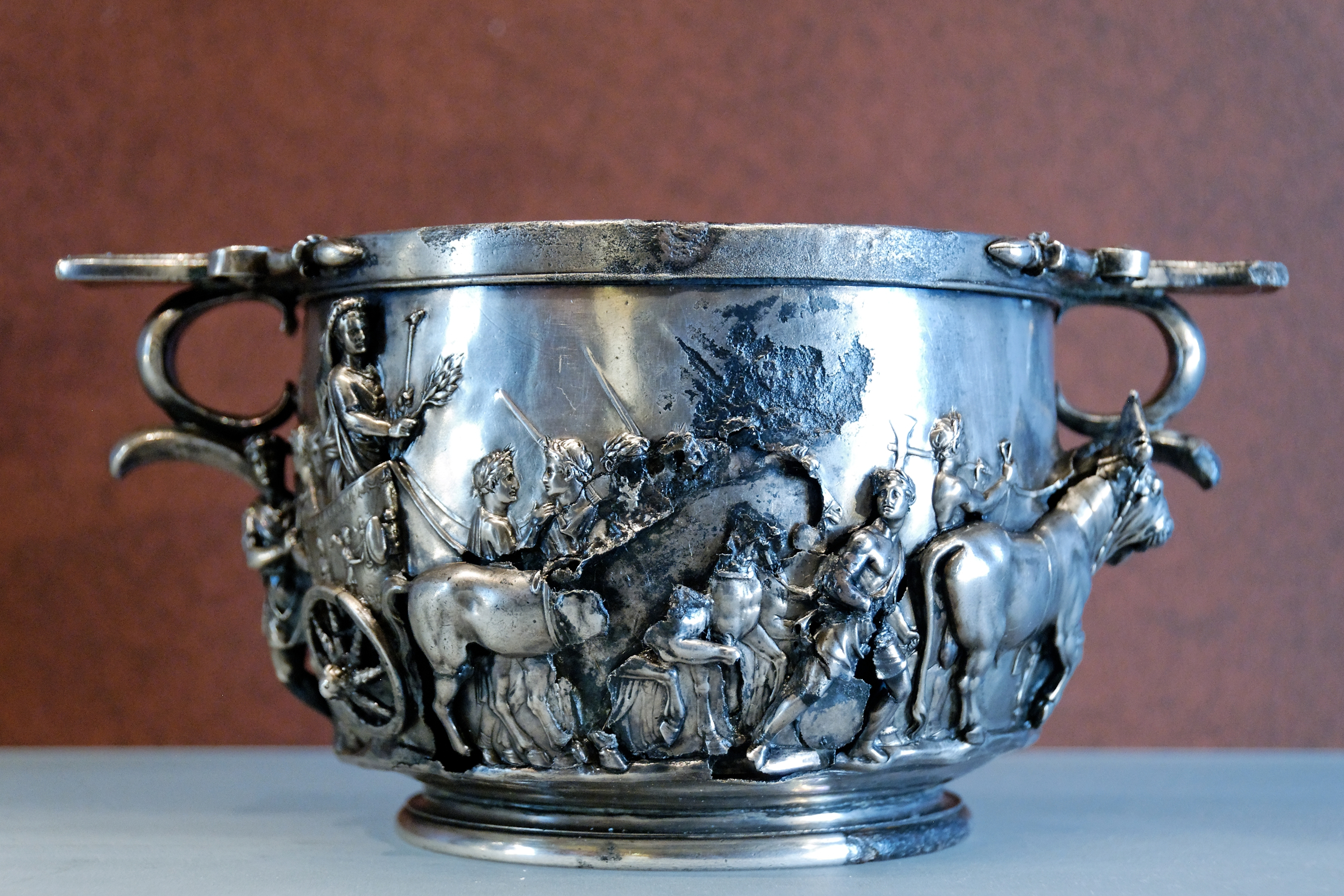
Esquifo de plata.
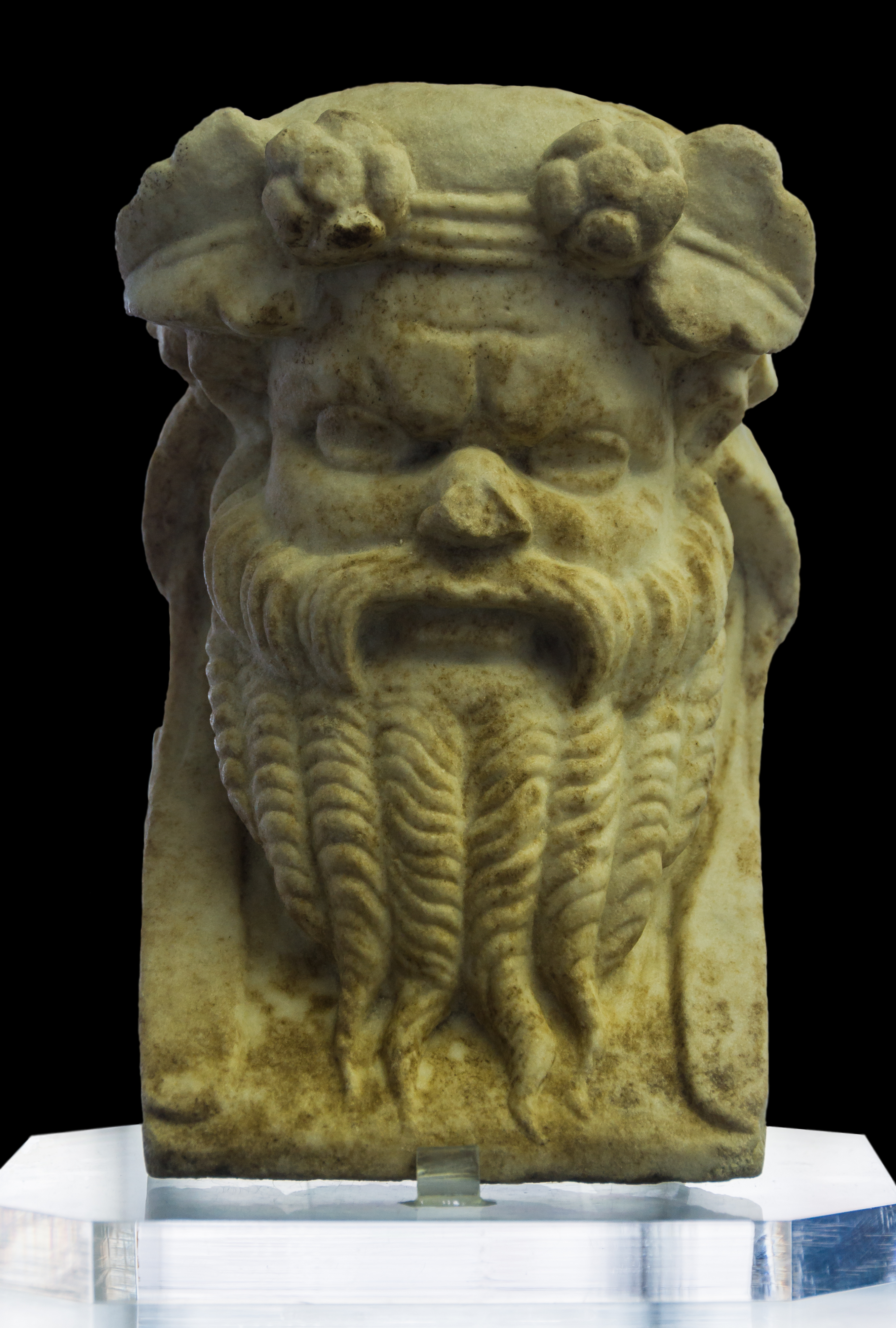
Cabeza de Sileno.

## Demografía
| Gráfica de evolución demográfica de Boscoreale entre 1861 y 2021 |
|                                                                  |
| Fuente ISTAT - elaboración gráfica de Wikipedia                  |